# Шамарпа
Шамарпа (тиб. ཞྭ་དམར་པ་; Zhwa-dmar-pa — «обладатель красной шапки»), также Кюнзиг Шамар Ринпоче — одна из основных линий тулку в школе карма-кагью тибетского буддизма. Считается проявлением ума будды Амитабхи. Традиционной резиденцией тулку Шамарпы был монастырь Янгпачен возле Лхасы.
Первый Шамарпа, Кедруп Драгпа Сенге (1283—1349), был учеником Кармапы III Рангджунга Дордже. Кармапа дал своему ученику рубиново-красную корону и титул Шамарпа, установив таким образом вторую линию тулку в тибетском буддизме. Первой такой линией была линия Кармап. Считается, что так исполнилось предсказание Кармапы II Карма Пакши, который сказал: «Будущие Кармапы будут проявляться в двух формах». Когда Кармапа IV Ригпе Дордже вернул красную корону Шамарпе II, он вспомнил предсказание Карма Пакши, сказав «Ты есть одно проявление, в то время как я — другое. Поэтому ответственность за непрерывность поучений линии Кагью лежит на нас обоих». Шамарпу ещё часто называют «Кармапа в Красной Короне», особенно в ранних текстах Кагью.

## Линия Шамарпы
Последовательность реинкарнаций Шамарпы описана в книге «Гирлянда из лунных снежинок» Тай Ситу VIII Чокьи Джунгне и Бело Цэвана Кункхьяба.
1. Кедруп Драгпа Сенге (1284—1349)
2. Шамар Качо Вангпо (1350—1405)
3. Шамар Чойпел Еше (1406—1452)
4. Шамар Чокьи Дракпа Еше Палсангпо (1453—1524)
5. Шамар Кюнчок Йенлак (1526—1583)
6. Шамар Мипам Чокьи Вангчук (1584—1630)
7. Шамар Еше Ньингпо (1631—1694)
8. Палчен Чокьи Дондуп (1695—1732) родился в Ильмо, Непал и в возрасте 7-ми лет его забрали в Тибет. Перед смертью Кармапа XI передал ему поучения и инструкции. Со своей стороны, Шамарпа опознал Джанчуба Дордже как 12-е воплощение Кармапы и стал его коренным учителем[3].
9. Кончок Джунгне (1733—1741) родился в Бутане, городе Паро, и был найден Кармапой XIII Дудулом Дордже, но прожил всего до девяти лет[3].
10. Мипам Чодруп Гьяцо (1742—1792) был сводным братом Панчен-ламы VI Палден Еше. Его претензии на наследство своего сводного брата привели к вооруженному столкновению, в котором в 1788 году Шамарпа действовал сообща с непальской гуркхской армией[4][5]. Это и многие другие разногласия между школами гелуг и кагью привело к тому, что Шамарпа оказался в изгнании из Тибета. Тибетское правительство выдало закон, согласно которому запрещались дальнейшие перерождения Шамарпы[3]. Этот запрет действовал вплоть до потери Далай-ламой власти в 1950-е, хотя впоследствии выяснилось, что Кармапа в течение этого периода узнавал перерождения Шамарпы втайне.
11. Неизвестен. Не было формального признания в силу политических причин.
12. Тугсай Джамьян (1895—1947) — сын Кармапы XV[3].
13. Тинлей Кюнчуп, младенец, проживший чуть больше года (1948—1950)
14. Мипам Чокьи Лодрё (1952 — 2014)

## Шамарпа сегодня
14-й Шамарпа Мипам Чокьи Лодрё родился в тибетской провинции Дерге в 1952 году. В возрасте 4-х лет он был узнан своим дядей Кармапой XVI. Шамарпа оставался с Кармапой XVI до самой его смерти в 1981 году. Он получил полный цикл поучений Кагью от Его Святейшества Кармапы. После смерти Кармапы в 1994 году Шамарпа опознал Тхае Дордже как 17-е перерождение Кармапы.
Шамарпа XIV жил в Индии.
Скоропостижно скончался 11 июня 2014 года от инфаркта, находясь в Ренхен-Ульме, Германия.